# Peter Grønland
Peter Grønland (født 15. oktober 1761, død 30. december 1825) var dansk embedsmand, musiksamler samt komponist. Han var født i Wilster i Holsten, men levede sit voksne liv i København.
Han studerede i Kiel 1782-1785 og rejste derefter til København, hvor han 1787 blev ansat som kopist i Det tyske Kancelli (udenrigsministeriet) og dermed indledte en embedsmandskarriere. I 1792 avancerede han til kancellisekretær og i 1795 til arkivar. Fra 1794-1810 var han tillige økonomisk direktør for Den kongelige Porcelænsfabrik. Desuden havde han gennem årene andre mindre poster jævnsides med sine hovederhverv. I 1801 udnævntes han til justitsråd.
Ved siden af denne ret omfattende embedsvirksomhed beskæftigede han sig meget med musik og musikalske studier. Han var musikanmelder ved flere tidsskrifter og komponerede en del musik og samlede både dansk og svensk folkemusik, som han bearbejde med en ret udviklet fornemmelse for deres for den tid usædvanlige tonearter og udgav. Da C.E.F. Weyse i 1789 kom til København, blev han undervist af hofkapelmester J.A.P Schultz og Peter Grønland, og Weyse har senere i sin selvbiografi udtalt sig rosende om Peter Grønlands musikalske betydning som forsker og vejleder.

## Musikken
Grønland skrev udelukkende sange (romancer og ballader) med tyske eller danske tekster for solostemmer eller kor, men samlede og udgav altså også både danske og svenske folkesange.
- Melodien zu den gesellschaftlichen Liederbuche (1796)
- Notenbuch zu das akademischen Liederbuchs erstem Bändchen (1783)
- Wundersame Liebesgeschichte der schönen Magelone und des Grafen Peter (1813)
- Osterfeyer (fra Goethes Faust – 1818)
- Alte schwedische Volks-Melodien (1818)
- Zwey Sonette (vier Singstimmen mit Begleitung des Pianoforte)
- Lieder, Balladen und Romanzen von Goethe
- Die erste Walburgisnacht (Goethe)

## Familie
Peter Grønlands broder, Johan Friedrich Grønland, hvis fødsels- og dødsår er upræcist angivet (ca. 1760/77-1834/43), var bosiddende i København omkring 1801, men kendes som organist ved Reformert Kirke i København fra 1806-1808, hvorefter han var organist i Altona. Hans søn var Theude Grønland (31. august 1817-1876), der var en anerkendt maler. Han var uddannet i København, men virkede dog mest i England og Frankrig og senest i Berlin. Hans billeder kan stadig købes som reproduktioner.